# 西格弗里德·埃德斯特隆
西格弗里德·埃德斯特隆（Sigfried Edstrom，1870年11月21日—1964年3月18日）是瑞典人，他在1946年到1952年擔任第四任國際奧林匹克委員會主席。
他是田徑與划船的佼佼者，還創下過瑞典的短跑手動計時記錄。

## 相關年表
- 1920年擔任國際奧林匹克委員會委員。
- 1931年任副會長輔助會務一職。
- 1942年開始代理主席工作。
- 1946年被委員們選為第四任奧林匹克委員會主席。